# The President Plays with the Oscar Peterson Trio
The President Plays with the Oscar Peterson Trio is een jazzalbum dat tenorsaxofonist Lester Young ("The prez") in New York op 28 november 1952 samen met The Oscar Peterson Trio (hier eigenlijk een kwartet) opnam.

## Beschrijving
De nummers op de plaat zijn ook te horen op het verzamelalbum Lester Young with The Oscar Peterson Trio uit 1997 dat Verve uitbracht en op The Complete Lester Young Studio Sessions on Verve uit 1999. Na 1950 nam Youngs kracht af als gevolg van zijn alcohol- en marijuanaverslaving. Niet alle jazzcritici zijn het er echter over eens dat Young veel minder goed zou zijn beginnen te spelen als gevolg van de racistische behandeling die hij in het leger had moeten ondergaan. Young bleef volgens hen ook na de Tweede Wereldoorlog goede platen opnemen. Daartoe rekenen ze ook dit album uit 1952/1956. The prez heeft soms wel wat moeite met het afmaken van zijn muzikale frasen (die hij opvallend kort houdt) en redt zich er af en toe met een handigheidje uit. Om zijn frasen wat vlotter te laten klinken, begint hij bijvoorbeeld niet op de grondnoot van een arpeggio (dat hij als triade speelt), maar met een inversie op de derde noot. Dit 'trucje' stelt hem ook in staat om wat kortere frasen tijdens solo's te spelen. Zijn toon is ijler en zachter, maar toch schemert er iets van de jongere, dynamische Young door. Hoewel hij meestal de saxofoon bespeelde, is Young op "St. Tropez" als klarinettist te horen.

## Nummers
1. "Ad Lib Blues" (5:54)
2. "Just You, Just Me" (7:41)
3. "Tea for Two" (7:44)
4. "(Back Home Again in) Indiana" (7:03)
5. "These Foolish Things" (3:27)
6. "I Can't Get Started" (3:40)
7. "Stardust" (3:36)
8. "On the Sunny Side of the Street" (3:27)
9. "Almost Like Being in Love" (3:33)
10. "I Can't Give You Anything But Love" (3:22)
11. "There Will Never Be Another You" (3:28)
12. "I'm Confessin' (that I Love You)" (3:43)
13. "(It takes) Two to Tango" (5:53)
14. "St. Tropez" (10:05) - bonusnummer
15. "Love Is Here to Stay" (5:53) - bonusnummer

## Bezetting
- Lester Young: tenorsaxofoon, klarinet
- Oscar Peterson: piano
- Barney Kessel: (elektrische) gitaar
- Ray Brown: bas
- J.C. Heard: drums